# Jean-Luc Vernal
Jean-Luc Vernal (23 september 1944 – 15 januari 2017), pseudoniem van Jean-Luc Van Kerkhove), was een Belgisch journalist, dichter, stripscenarist en stripredacteur.

## Levensloop
Vernal was de zoon van een journalist en ontmoette als kind al Hergé. Op latere leeftijd werd hij zelf ook journalist en schreef interviewboeken met Belgische politici en poëziebundels. Samen met stripdocent Claude Renard en Jacques Kievits richtte hij enkele tijdschriften op zoals Manhattan News en Journal de Bruxelles. Dankzij Kievits kwam hij terecht bij het weekblad Tintin/Kuifje als schrijver van de cultuurrubriek. In 1967 werd hij scenarist van Jugurtha voor het weekblad Tintin/Kuifje, waarna hij daarnaast nog scenario's voor andere stripreeksen voor het voornoemde weekblad schreef.
Jean-Luc Vernal is het bekendst vanwege zijn stripreeksen Jugurtha (waarvoor hij eerst het pseudoniem "Laymilie" gebruikte) en Ian Kaledine, die allebei in Tintin/Kuifje gepubliceerd werden. Andere reeksen van zijn hand zijn onder meer Pokervrouw, Dwaaskop en Cranach van Morganloup. Hij schreef verder diverse one-shots en kortverhalen. Hij was geïnteresseerd in geschiedenis, wat zich ook uitte in zijn strips. Hij was ook hoofdredacteur van Tintin/Kuifje (1977-1988).
Vernal bleef als hoofdredacteur scenario's schrijven, zoals onder andere Greg eerder ook deed. Hij stelde een gelijke verdeling van de winst in. Hiervoor kreeg hij kritiek van Tibet. Onder druk van enkele tekenaars van het blad, nam hij ontslag. Na een poging om Jughurta met Michel Suro verder te zetten, verliet hij het stripvak en ging aan de slag voor een Brussels huis-aan-huisblad.
Halverwege december 2016 kreeg Vernal een beroerte. Op 15 januari 2017 overleed hij op 72-jarige leeftijd.

## Werk

### Stripreeksen
Onderstaande reeksen zijn (deels) geschreven door Vernal:
- Jugurtha
- Dwaaskop
- Pokervrouw
- Ian Kaledine
- Cranach van Morganloup

### Eenmalige strips
Onderstaande one-shots zijn geschreven door Vernal:
- Brussel: duizend jaar roemrijke geschiedenis (1979)
- 1830: De Belgische revolutie (1980)
- De verovering van Mexico (1981)
- Onna (1989)
- Guerrero: De pijl en het vuur (1991)
- Bran: Legenden geboren uit de maalstroom van de noorderwinden... (1993)

## Trivia
- Vernal heette eigenlijk Van Kerkhove, maar liet dit vervangen wegens te Vlaams. Hij drong dit ook anderen op, zoals Erika Raven.

- Bibliothèque nationale de France: cb11928007m (data)
- Gemeinsame Normdatei: 1165347407
- International Standard Name Identifier: 0000 0001 2017 0398
- Nederlandse Thesaurus van Auteursnamen: 069444234
- Système universitaire de documentation: 143306022
- Virtual International Authority File: 4937697